# Els Beerten
Els Beerten (* 27. března 1959, Hasselt) je vlámská spisovatelka literatury pro mládež. Byla opakovaně oceněna významnými cenami za literaturu pro mládež.

## Biografie
Beerten studovala germánskou filologii (nizozemštinu a angličtinu) na Katholieke Universiteit Leuven a navštěvovala také Divadelní akademii Toneelacademie v Maastrichtu. Právě tam ji jeden z vyučujících motivoval ke psaní knih, vyučování a nepokračování v tomto studiu.
V roce 1987 vyšla její prvotina Scènes o dívce, která studuje na divadelní škole, ovšem bez většího úspěchu. Následovalo ještě čtrnáct knih pro děti a mládež. In het donker is het veilig (V temnotě je bezpečně) z roku 1998 vypráví o dvou chlapcích, kteří si vytvořili svůj svět fantazie, ukrytí ve skříni, kde nemuseli vnímat své stále se hádající rodiče. Vícekrát oceněná kniha Allemaal willen we de hemel (Všichni chceme do nebe) z roku 2008 vypráví o životě a volbách dvou chlapců za druhé světové války i po ní. Jef volí odboj, vláčí sebou ale tajemství, Ward volí Vlámskou legii (Vlaams Legioen).
Els Beerten je nejen spisovatelkou, ale také učitelkou angličtiny, nizozemštiny a pantomimy a na Sint-Jozefscollege v Aarschot vyučuje kreativní psaní. Vedle toho pořádá workshopy kreativního psaní v Surinamu a Jižní Africe.

## Ocenění
V roce 2004 obdržela Els Beerten za knihu Lopen voor je leven cenu Gouden Zoen (Zlatý polibek) a v roce 2005 se stala laureátkou ceny za vlámskou literaturu pro děti a mládež (Vlaamse Kinder- en Jeugdjuryprijs) a Malé ceny Cervantes (Kleine Cervantesprijs). V období 2009 až 2012 následovala ocenění za literaturu pro mládež De Gouden Uil Literatuurprijs (cena za literaturu Zlatá sova), Boekenleeuw (Knižní lev), Nienke van Hichtumprijs (cena Nienke van Hichtum), Gouden Lijst (Zlatý seznam) a Lavki-prijs voor het Jeugdboek (cena Lavki za knihu pro mládež), všech pět za knihu Allemaal willen we de hemel (Všichni chceme do nebe). Za tuto knihu dostala také v roce 2013 Prijs van de Vlaamse Gemeenschap voor Jeugdliteratuur (cenu Vlámské společnosti pro literaturu pro mládež). Kniha byla přeložena do španělštiny, norštiny, němčiny, makedonštiny, francouzštiny, maďarštiny a slovinštiny.